# 福島県立磐城農業高等学校
福島県立磐城農業高等学校（ふくしまけんりつ いわきのうぎょうこうとうがっこう）は、福島県いわき市植田町小名田に所在する県立高等学校。

## 概要
通称は、「磐農（ばんのう）」と呼ばれている。
流通実践授業の一環として生徒による農畜産物、加工品の販売を毎年行っている。

## 設置学科
- 全日制課程　
  - 食品流通科
  - 園芸科
  - 緑地土木科
  - 生活科学科

## 沿革
（沿革節の主要な出典は公式サイト）
- 1944年（昭和23年）4月 - 福島県立磐城農業学校として創立。
- 1948年（昭和23年）
  - 4月 - 学制改革に伴い、福島県立磐城農業高等学校となる。定時制課程の分校の設置認可[2]。
  - 5月4日 - 福島県立磐城農業高等学校上遠野分校開校[2][3]。
- 1958年（昭和33年）4月 - 機械科を設置。
- 1959年（昭和34年）4月 - 福島県立磐城農工高等学校に校名改称する。
- 1962年（昭和37年）4月 - 機械科を福島県立勿来工業高等学校として分離し、再び校名を福島県立磐城農業高等学校に改称する。
- 1963年（昭和38年）4月 - 上遠野分校が福島県立遠野高等学校として独立[2][3]。
- 2011年（平成23年）
  - 3月 - 東日本大震災のため、校舎が全壊[4]。
  - 9月 - 敷地内に建てられた仮設校舎での授業を開始[4]。
- 2013年（平成25年）8月 -新校舎の建設工事を開始[4]。
- 2015年（平成28年）6月1日 -新校舎が完成し、開校式を実施[4]。3日より新校舎での授業を開始[4]。

## 部活動
《運動部》
・柔道部
・ラグビーフットボール部
・女子ソフトボール部
・硬式テニス部
・野球部
・バスケットボール部
・女子バレーボール部
・弓道部
・卓球部

《文化部》
・茶道部
・華道部
・インターアクト部
・吹奏楽部

## 交通
- JR常磐線植田駅下車。（徒歩約15分）
- 新常磐交通植田上遠野線（全便平日のみ運行）「月山下」停留所から徒歩約8分。